# SPSS
SPSS er et program til håndtering af data til statistiske analyser. Programmet er modulbaseret med et omfattende basismodul, der udover de mest almindelige beregninger indenfor statistik, også omfatter datahåndtering og værktøjer til grafisk fremstilling af resultaterne.
Den første udgave er fra 1968, hvor dataene endnu blev indlæst med hulkort. Forkortelsen betød på det tidspunkt Statistical Package for the Social Sciences, men programmet har udviklet sig til at kunne bruges langt mere generelt end det oprindelige navn antyder. Således blev akronymet senere angivet som værende for Statistical Product and Service Solutions. I januar 2010 overtog IBM udviklingen af SPSS, og produktet blev fra 2015 markedsført som IBM SPSS Statistics.